# Purple Springs
Purple Springs est un hameau situé dans la province d'Alberta, dans le sud-est.